# Hakgyo-myeon
Hakgyo-myeon (koreanska: 학교면) är en socken i Sydkorea. Den ligger i kommunen Hampyeong-gun i provinsen Södra Jeolla, i den sydvästra delen av landet, 285 km söder om huvudstaden Seoul.